# Домінік Кор
Домінік Кор (нім. Dominik Kohr, нар. 31 січня 1994, Трір) — німецький футболіст, півзахисник клубу «Майнц.
Виступав за молодіжну збірну Німеччини.

## Клубна кар'єра
Народився 31 січня 1994 року в місті Трір.
У дорослому футболі дебютував 2012 року виступами за команду клубу «Баєр 04», в якій провів один сезон, взявши участь у 8 матчах чемпіонату. Протягом 2012—2014 років також грав за другу команду «Баєр 04».
Своєю грою за останню команду привернув увагу представників тренерського штабу клубу «Аугсбург», до складу якого приєднався 2014 року. Відіграв за аугсбурзький клуб наступні три сезони своєї ігрової кар'єри. Більшість часу, проведеного у складі «Аугсбурга», був основним гравцем команди.
До складу клубу «Баєр 04» повернувся 2017 року. Всього відіграв за команду з Леверкузена 46 матчів в національному чемпіонаті.
3 липня 2019 перейшов до складу «Айнтрахта». Взимку 2021 був до кінця сезону орендований клубом «Майнц 05». Пізніше оренда була продовжена на сезон 2021/22.

## Виступи за збірні
У 2011 році дебютував у складі юнацької збірної Німеччини, взяв участь у 20 іграх на юнацькому рівні, відзначившись одним забитим голом.
Протягом 2013–2014 років залучався до складу молодіжної збірної Німеччини. На молодіжному рівні зіграв в 11 офіційних матчах.

## Титули і досягнення
- Чемпіон Європи (U-21): 2017